# Vulvoz
Vulvoz is een gemeente in het Franse departement Jura (regio Bourgogne-Franche-Comté) en telt 19 inwoners (2009). De plaats maakt deel uit van het arrondissement Saint-Claude.

## Geografie
De oppervlakte van Vulvoz bedraagt 5,5 km², de bevolkingsdichtheid is dus 3,5 inwoners per km².

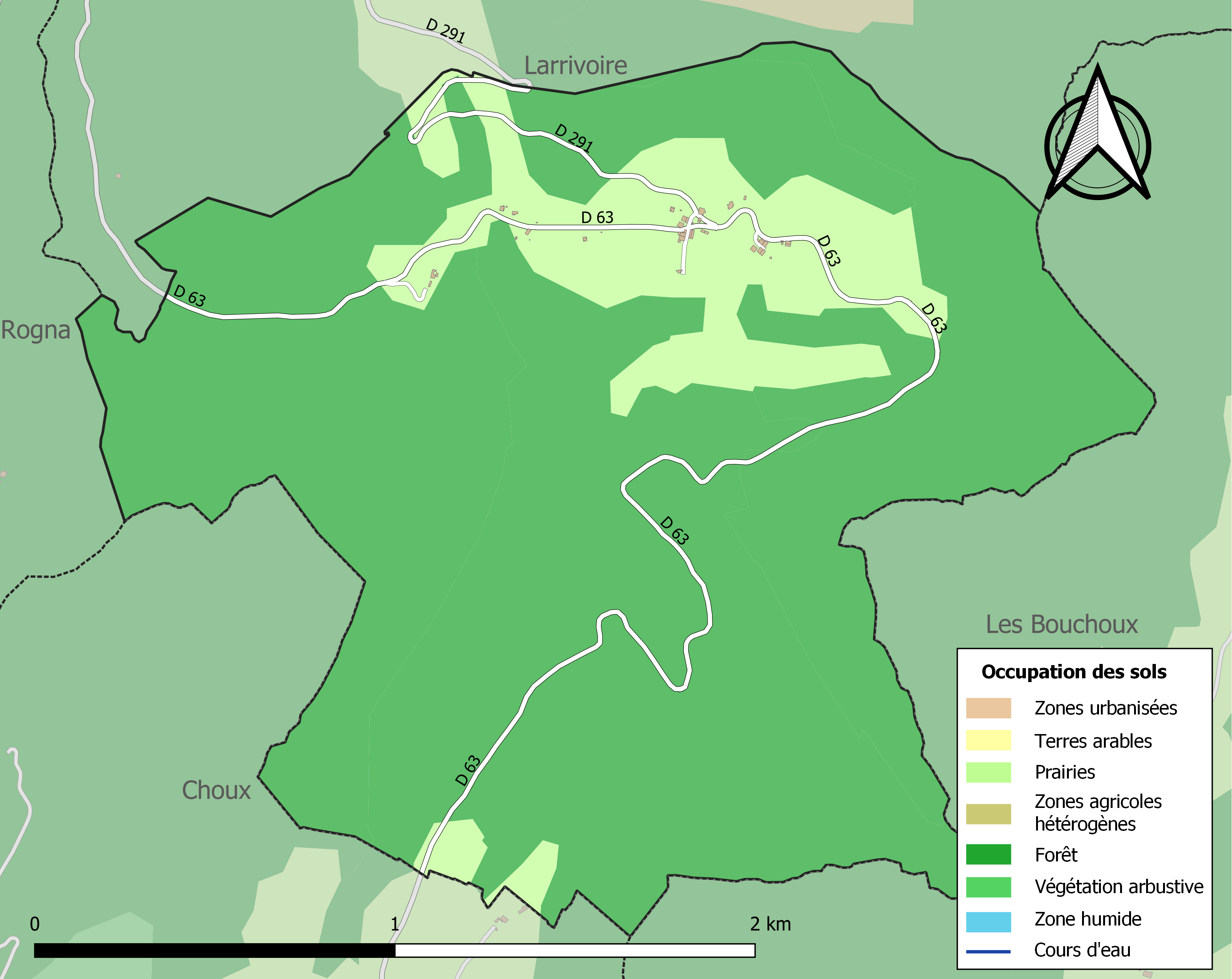
Kaart van de gemeente met de belangrijkste infrastructuur, bodemgebruik en omliggende gemeenten

## Demografie
Onderstaande figuur toont het verloop van het inwonertal (bron: INSEE-tellingen).